# Comunicare
Acest articol tratează comunicarea între doi oameni din punct de vedere general. A nu se confunda cu ceea ce în informatică se numește comunicație.
Comunicarea este un ansamblu de acțiuni care au în comun transmiterea de informații sub formă de mesaje, știri, semne sau gesturi simbolice, texte scrise ș.a.m.d. între doi indivizi, numiți interlocutori, sau mai formal, emițător și receptor. A nu se confunda însă cu aparatele de comunicație numite emițătorul și receptorul de radio, care folosesc la comunicațiile la distanță = telecomunicații.
Termenul comunicare are și sensul de prezentare, într-un cerc de specialiști, a unei lucrări științifice.
Conceptul de « comunicare » este strâns legat de existența noastră ca oameni, iar apoi ca societate, datorită faptului că ființele umane și comunicarea sunt interdependente. Fără comunicare și limbaj, noi ca ființe sociabile, ce interacționăm și relaționăm în cea mai mare parte, sau chiar în totalitate prin intermediul actului comunicării, viața noastră pe Terra ar fi inutilă, de prisos.
Este un proces dinamic, aflat într-o continuă schimbare. Societatea își datorează existența comunicării interumane, ea înseamnă comunitate umană și este privită ca un proces care implică participarea tuturor membrilor societății respective. Comunicarea prezintă diferite forme, dintre care ne vom opri la comunicarea mediatizată și la comunicarea de masă, care este de fapt o formă a comunicării mediatizate, destinată unor mase mari de persoane, putând avea o formă subiectivă(care are ca scop manipularea opiniei publice), și o formă obiectivă(care dorește simpla informare a persoanelor).
Comunicarea în masă este o parte integrantă a mass-mediei, concept relativ nou, care s-a dezvoltat în special în perioada postbelică, ca o consecință directă a apariției noilor forme de transmitere a informațiilor, fie prin unde radiofonice, fie prin imagini pe micul ecran. Comunicarea în masă studiază modul în care indivizii și entitățile transmit informația prin intermediul mass-media către un număr mare de persoane în același timp. La acest tip de comunicare sunt atribuite, de obicei, ziarele, revistele, cărțile, televiziunea, radioul și filmele - medii utilizate pentru a disemina informații, știri sau reclame.

## Scheme de comunicare
- Schema clasică de comunicare:

| E        | → | C     | → | R        |
| emițător |   | canal |   | receptor |
- Schema matematicianului american Claude Shannon (1952):

| E        | → | C      | → | C               | → | D        | → | R        |
| emițător |   | codare |   | canal           |   | decodare |   | receptor |
|          |   |        |   | mesaj codificat |   |          |   |          |

## Comunicare și limbaj

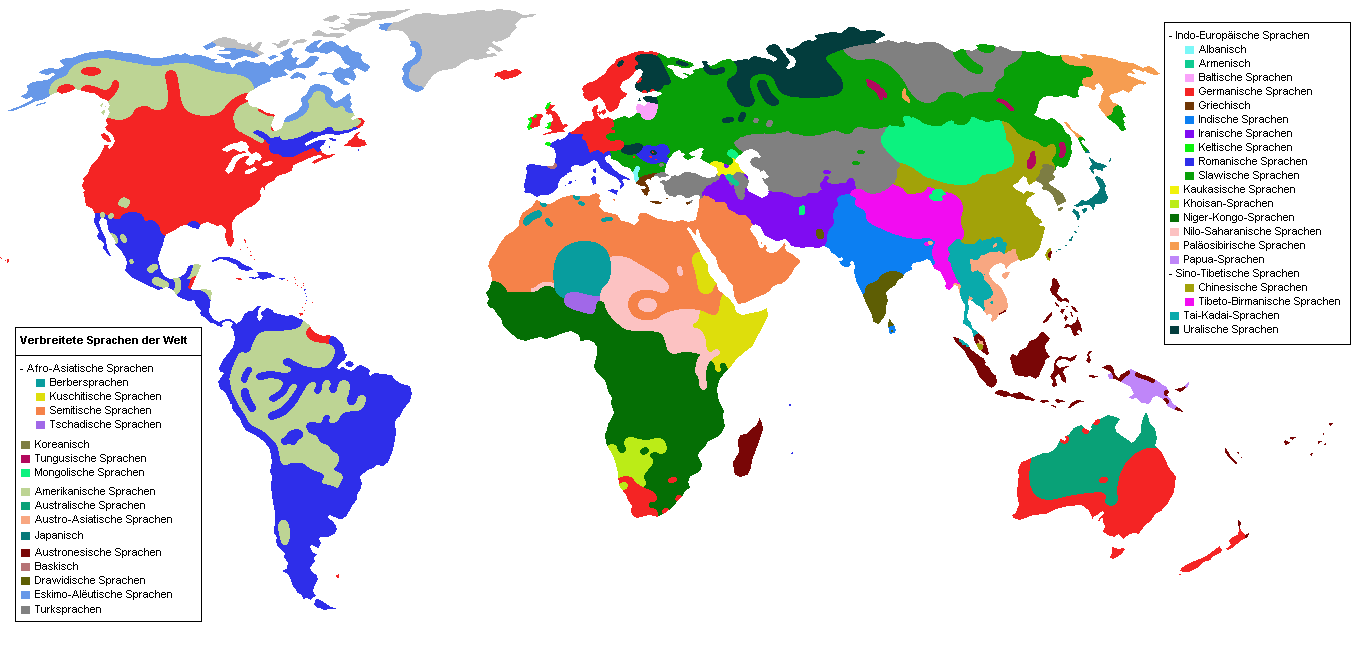
Limbile lumii

La fel ca și la comunicațiile tehnice din cadrul informaticii și matematicii, comunicarea dintre oameni are loc cu ajutorul unui limbaj, sistem de vorbire care folosește un anumit sistem implicit de formule de comunicare.
Vorbirea și limba vorbită sunt elemente primordiale în comunicare; prin intermediul lor putem transmite mai departe și o comunicare socială sau emoțională, aceasta decurgând diferențiat, după gradul de cultură al partenerilor ce iau parte la convorbire.
Această transmitere de informații se produce de obicei într-o formă acustică (vorbirea), dar există și alte forme (sau purtători de informație), cum ar fi forma scrisă, cea cu semnale electrice sau optice ș.a.
În timpul vorbirii comunicarea nu se efectuează numai prin cuvinte, ci și prin intermediul tonului vocii, al amplitudinii sau localizării respirației, al variației coloritului epidermei (îndeosebi a celei faciale), al atitudinii noastre ș.a. De exemplu, pentru înțelegerea unui mesaj, de cele mai multe ori este important și comportamentul interlocutorilor:
- pasiv
- asertiv
- agresiv

## Lingvistica
Există o știință care se ocupă cu studiul intercomunicării verbale și al limitelor de vocabular și gramatică ale limbii: lingvistica.
Lingvistul american Edward Sapir (1921) definește vorbirea ca o trăsătură caracteristică omului, care nu este produsă de instinct. Vorbirea este o metodă de a exprima și transmite mai departe gândurile, sentimentele (simțămintele) și dorințele prin intermediul unui sistem de simboluri descoperite/inventate de om.
Lingvistul elvețian Ferdinand de Saussure numește limba de comunicare o legătură între sunetele emise și, pe de altă parte, impresiile și imaginile pe care le declanșează aceste sunete în imaginația interlocutorului receptor.